# Уттиген
Уттиген (нем. Uttigen) — коммуна в Швейцарии, в кантоне Берн.
До 2009 года входила в состав округа Зефтиген, с 2010 года входит в округ Тун. С 1 января 2014 года в состав коммуны Уттиген вошла коммуна Кинерсрюти. 
Население на 31 декабря 2006 года составляло 1761 человек. Официальный код — 0885.